# Creve Coeur, Missouri
Creve Coeur, är en ort i St. Louis County i delstaten Missouri, USA.